# 극락조자리 세타
극락조자리 세타(θ Aps)는 남반구 하늘 극락조자리 방향에 있는 항성이다. 세타의 겉보기 등급은 5.7로 이 정도 밝기는 맨눈으로 밤하늘에서 겨우 보일 수준이다. 세타는 히파르코스 위성이 수집한 시차 자료에 따르면 지구로부터 약 370광년 떨어져 있다.
세타별은 헤르츠스프룽-러셀 도표상 점근거성가지 상태에 있는, 항성진화의 후반 단계에 접어든 적색 거성이며 분광형은 M7 III이다. 세타는 준규칙변광성으로, 119일 주기로 밝기가 0.56 간격으로 요동친다. 세타는 매년 태양질량의 1.1 × 10−7배만큼의 물질을 항성풍 형태로 우주공간에 날리고 있다. 세타별은 우주공간을 이동하면서 뱃머리 충격파를 만들고 있는데 이는 별에서 나온 먼지 물질들이 항성주위 성간매질과 상호작용하기 때문이다. 뱃머리 충격파 최전방과 별과의 거리는 대략 0.134광년이다.
극락조자리 세타는 측성쌍성으로 관측되어 왔는데 이는 세타의 주성(主星)을 중력적으로 흔드는 짝별이 존재한다는 뜻이다.